# Beachlands (Australie-Occidentale)
Pour les articles homonymes, voir Beachlands.
Beachlands est un quartier ouest de Geraldton, en Australie-Occidentale. Sa zone d'administration locale est la cité de Greater Geraldton. La localité fut nommée en 1972.

## Géographie
Beachlands est situé entre le centre de Geraldton et son port. Ce quartier est délimité au nord par la Augustus Street, à l'est par la Fitzgerald Street et la Crowther Street, et au sud par l'Océan Indien.

## Démographie
Lors du recensement de 2006, Beachlands comptait 1694 habitants. L'âge moyen des habitants de Karloo est de 39 ans. 76,8 % des habitants de Beachlands sont nés en Australie.